# Атеље 212
Позориште „Атеље 212“ је основано 12. новембра 1956. године у просторијама „Борбе“. Прва представа је била Фауст у режији Мире Траиловић. „Атеље 212“ је основала група уметника (редитеља, глумаца, писаца) са жељом да направи театар у коме ће се приказивати комади авангардни у односу на остала позоришта у Београду.

## Историја
У „Атељеу 212“ је играна представа Чекајући Годоа, Семјуела Бекета, по први пут у једној од земаља источне Европе. Ускоро су се у „Атељеу“ приказивали комади авангардних писаца као што су Сартр, Јонеско, Жари, Шизгал, Копит, Жене...
Први руководиоци позоришта су били Радош Новаковић и Бојан Ступица, али је Мира Траиловић са места помоћника управника ускоро постала управник. После неколико година позориште се преселило у данашњу зграду коју је пројектовао Бојан Ступица. Механизам за обртање сцене уграђен је накнадно а кров је лети могао да се отвара. Мира Траиловић је као дугогодишњи управник дала посебан печат „Атељеу“ а већ 1967. је основала фестивал нових позоришних тенденција БИТЕФ (Београдски интернационални театарски фестивал) који данас има светски значај. На БИТЕФ су долазила најугледнија светска имена као што је Ливинг Театар, Дивадло на брнов, Питер Брук... Према неким непотврђеним изворима театар је добио име по 212 столица колико је имао у згради „Борбе“.
Једна од најпознатијих представа „Атељеа“ је била Коса која је играна пре многих светских позоришних центара. У складу са тадашњим трендовима, на бини су се појавили глумци без одеће певајући једну од најлепших песама из те представе „Дај нам сунца...“.
Године 1972. изведена је рок опера Исус Христос Супер Стар коју је режирала Мира Траиловић, музичка адаптација Саша Радојчић, препев Јован Ћирилов, где су запажене улоге имали: Златко Пејаковић, Златко Голубовић, Азра Халиловић, Бора Ђорђевић и Бранко Милићевић .
Међу дуговечним представама овог позоришта је „Љубавно писмо” које је имало 300. извођење 24. марта 2018. године. Међу познатијим представама је Детроит премијерно изведена 2017. године.

## Управници
- 1956—1959: Радош Новаковић, филмски редитељ и професор ФДУ[5]
- 1959—1961: Бојан Ступица, позоришни редитељ и аутор пројекта прве зграде Атељеа 212
- 1961—1983: Мира Траиловић, позоришни редитељ, оснивач БИТЕФ-а
- 1983—1984: Дејан Чавић, глумац, вд управника
- 1984—1996: Љубомир Драшкић Муци, редитељ
- 1996—1997: Небојша Брадић, редитељ
- 1997—2009: Светозар Цветковић, глумац
- 2009—2013: Кокан Младеновић, режисер
- 2013—2014: Ивана Димић, вд управника, драматург[6][7]
- 2014—2019: Бранимир Брстина, глумац[8]
- 2019—данас: Новица Антић, књижевни преводилац и правник[9]

## Чланови
Кроз ово позориште, као чланови, прошле су готово све глумачке звезде бивше Југославије:
- Виктор Старчић
- Рахела Ферари
- Оливера Катарина
- Ружица Сокић
- Бора Тодоровић
- Властимир - Ђуза Стојиљковић
- Љубиша Бачић
- Вера Чукић
- Владимир Поповић
- Слободан Цица Перовић
- Неда Спасојевић
- Мија Алексић
- Зоран Радмиловић
- Маја Чучковић
- Данило Бата Стојковић
- Мира Бањац
- Татјана Бељакова
- Ташко Начић
- Милутин Бутковић
- Боро Стјепановић
- Петар Краљ
- Јелисавета Сека Саблић
- Слободан Алигрудић
- Миодраг Андрић - Љуба Мољац
- Драган Николић
- Милена Дравић
- Љуба Тадић
- Бранко Плеша
- Мића Томић
- Бранко Милићевић
- Аљоша Вучковић
- Петар Божовић
- Светислав Буле Гонцић
- Тихомир Станић
- Светозар Цветковић
- Душко Премовић
- Бранимир Брстина
- Мима Караџић
- Горица Поповић
- Дара Џокић
- Зоран Цвијановић и многи други.

Данас „Атеље 212“ има стални ансамбл од 32 глумца, али је отворен и за оне уметнике који нису стално везани за ово позориште.
У периоду од 2012. до 2013. вршилац дужности управника била је драматург Ивана Димић која је вратила дугове позоришта и за време чијег мандата је добило статус установе од националног значаја. Наставила је да управља позориштем и по одласку у пензију крајем 2013. године.
Испред главног улаза у „Атеље 212“ је споменик Зорану Радмиловићу у костиму Краља Ибија, главног лика представе која никад није била иста. Прве деценије „Атељеа 212“ је обележила и Павица Гертнер, упамћена позоришна благајница.
Стални глумци
- Хана Селимовић
- Александра Јанковић
- Аница Добра
- Бојан Жировић
- Бранимир Брстина
- Бранислав Зеремски
- Бранка Шелић
- Дара Џокић
- Драгана Ђукић
- Дубравка Мијатовић
- Ерол Кадић
- Гордан Кичић
- Горица Поповић
- Исидора Минић
- Јелена Ђокић
- Катарина Жутић
- Милица Михајловић
- Младен Андрејевић
- Небојша Илић
- Ненад Ћирић
- Ненад Јездић
- Радмила Томовић
- Светислав Гонцић
- Светозар Цветковић
- Тихомир Станић
- Владислав Михаиловић
- Бранислав Трифуновић
- Софија Јуричан
- Иван Јевтовић
- Јелена Петровић
- Тамара Драгичевић
- Иван Михаиловић
- Дејан Дедић
- Јована Стојиљковић
- Јована Гавриловић
- Урош Јаковљевић